# R Lyrae
R Lyrae (R Lyr / 13 Lyrae) es una estrella variable de magnitud aparente media +4,20 en la constelación de Lira.
De acuerdo a la nueva reducción de los datos de paralaje de Hipparcos, se encuentra a 298 años luz del sistema solar.

## Características
R Lyrae es una gigante roja de tipo espectral M5III.
Su temperatura superficial es de 3181 ± 51 K y brilla con una luminosidad 382 veces superior a la luminosidad solar.
La mayor parte de su radiación es emitida como luz infrarroja, siendo su magnitud absoluta en banda K —en el infrarrojo cercano— de -6,64. Por ello, en esta región del espectro, su luminosidad equivale a la de 9700 soles.
Presenta una metalicidad considerablemente inferior a la solar ([Fe/H] = -0,29).
La medida por interferometría de su diámetro angular en banda K es de 13,60 ± 0,60 milisegundos de arco.
Sin embargo, en otra medida realizada en la región del espectro centrada a 0,8 μm se obtuvo un diámetro mucho mayor de 18,02 milisegundos de arco.
Considerando un valor intermedio, su diámetro real es unas 150 veces más grande que el del Sol, siendo este sólo un valor orientativo.

## Variabilidad
R Lyrae es una variable semirregular de tipo SRB con una variación de brillo entre magnitud +3,88 y +5,00.
El período principal es de 46 días, pero existen otros períodos más largos de 378 y 1000 días.